# Hadakamali
Hadakamali is een bestuurslaag in het regentschap Oost-Soemba van de provincie Oost-Nusa Tenggara, Indonesië. Hadakamali telt 1427 inwoners (volkstelling 2010).